# 泰国外国记者俱乐部
泰国外国记者俱乐部是1957年在泰國曼谷拍蓬街成立的新闻俱乐部。泰国外国记者俱乐部是东南亚最古老和規模最大的新闻俱乐部。1975年四三〇事件后，外国记者基本上无法进入老挝、柬埔寨和越南，此時很多記者來到泰国外国记者俱乐部互相交流資訊。 後來国外国记者俱乐部還會举办新闻摄影和当代艺术展览。 